# طبيخ
الطبيخ أو طاجين بونارين هو طبق حلو ومالح من مدينة قسنطينة.
هو عبارة عن جيلي مصنوع من العسل ولحم بقري واللوز . يُقدم في مناسبات الخطوبة والمناسبات الخاصة الأخرى، مثل شهر رمضان . ويعتبر الطبيخ أيضًا جزءًا من تقليد سماط القسنطيني، ويُقدم مع المحلبي والشريك.

## التحضير
بعد تحضير الصلصة باللحم والبصل والبهارات تُصفى بواسطة مصفاة وتُجمع على شكل عصير. ثم يُحضر الجيلي على النار بالنشا المذاب. وعندما يبدأ في التكاثف، يُنكه الجيلي بالعسل وماء الورد. عندما يصبح الخليط ناعماً، يُرفع عن النار ويُضاف إليه كوباً من اللوز المطحون. بمجرد أن يصبح الجيلي جاهزًا، يُستخدم لتغطية قطع اللحم البقري.